# Československé válečné loďstvo

Vlajka vojenských plavidel

Československé válečné loďstvo se v zásadě omezovalo pouze na říční plavidla. Československo, jako vnitrozemský stát, nikdy nemělo plnohodnotné válečné loďstvo.
V květnu 1918 vznikl ve Vladivostoku první „námořní oddíl“ československých legií na Dálném východě. Měl k dispozici dva parníky a ledoborec. Lodě se používaly především k dopravním účelům. V témže roce používali legionáři při obsazování přístavů na Bajkalu dva parníky, které vyzbrojili čtyřmi houfnicemi. Činnost námořního oddílu byla ukončena v roce 1920.
V letech 1918 až 1939 měla armáda ve výzbroji celou řadu válečných lodí. Byly to především různé strážní a hlídkové čluny, dělové čluny a minonoska. Největší válečnou lodí byla hlídková loď President Masaryk, vyzbrojená čtyřmi děly ráže 66 mm.
Všechna plavidla byla v letech 1919 až 1921 zařazena do Oddílu vojenského loďstva pro Labe a do Oddílu vojenského loďstva pro Dunaj. Celému Československému vojenskému loďstvu velel v letech 1919-1921 Zdenko Hudeček, bývalé rakousko-uherské ponorkové eso. V roce 1921 byly jednotky sloučeny a vznikl vodní prapor, který byl součástí 4. ženijního pluku.
Po druhé světové válce byl v roce 1946 v Bratislavě vytvořen 14. ženijní prapor s lodní a minovou rotou. Od roku 1950 byl útvar součástí 52. pontonového pluku. V jeho rámci působila lodní rota, kterou tvořila četa bojových člunů a četa minových člunů. V roce 1957 byla rota reorganizována na rotu říčního zatarasování. V roce 1959 byla jednotka zrušena.